# Hymedesmia splenium
Hymedesmia splenium är en svampdjursart som beskrevs av William Lundbeck 1910. Hymedesmia splenium ingår i släktet Hymedesmia och familjen Hymedesmiidae. Inga underarter finns listade i Catalogue of Life.